# Hipismo nos Jogos Pan-Americanos de 2023 - CCE individual
A competição do CCE individual do hipismo nos Jogos Pan-Americanos de 2023 foi disputada entre 27 e 29 de outubro de 2023 na Escola de Equitação Regimiento Granaderos, em Quillota. Um total de 34 ginetes de 8 Comitês Olímpicos Nacionais (CON) participaram do evento.

## Calendário
Horário local (UTC−3).
| Data          | Hora  | Fase          |
| ------------- | ----- | ------------- |
| 27 de outubro | 11:00 | Adestramento  |
| 28 de outubro | 11:00 | Cross-country |
| 29 de outubro | 12:00 | Saltos        |

## Medalhistas
| Ouro   | USA Caroline Pamukcu com HSH Blake          |
| Prata  | BRA Marcio Jorge com Castle Howard Casanova |
| Bronze | CAN Lindsay Traisnel com Bacyrouge          |

## Resultados
A competição foi disputada ao longo de três dias, iniciando-se com o adestramento, seguido do cross-country no segundo dia e fechando com os saltos no terceiro dia.
| Pos.              | Ginete                 | CON                | Cavalo                     | Adestramento | Adestramento | Cross-country | Cross-country | Saltos | Saltos | Total |
| Pos.              | Ginete                 | CON                | Cavalo                     | Pontos       | Pos.         | Pontos        | Pos.          | Pontos | Pos.   | Total |
| ----------------- | ---------------------- | ------------------ | -------------------------- | ------------ | ------------ | ------------- | ------------- | ------ | ------ | ----- |
| Medalha de ouro   | Caroline Pamukcu       | USA Estados Unidos | HSH Blake                  | 26.8         | 2            | 0.0           | 1             | 4.0    | 1      | 30.8  |
| Medalha de prata  | Marcio Jorge           | BRA Brasil         | Castle Howard Casanova     | 29.8         | 5            | 1.6           | 4             | 0.8    | 2      | 32.2  |
| Medalha de bronze | Lindsay Traisnel       | CAN Canadá         | Bacyrouge                  | 32.6         | 7            | 0.0           | 5             | 1.6    | 3      | 34.2  |
| 4                 | Karl Slezak            | CAN Canadá         | Hot Bobo                   | 32.7         | 8            | 0.0           | 6             | 8.0    | 4      | 40.7  |
| 5                 | Michael Winter         | CAN Canadá         | El Mundo                   | 32.3         | 6            | 7.6           | 10            | 0.8    | 5      | 40.7  |
| 6                 | Colleen Loach          | CAN Canadá         | Fe Golden Eye              | 28.6         | 4            | 13.2          | 11            | 0.0    | 6      | 41.8  |
| 7                 | Elisabeth Halliday     | USA Estados Unidos | Miks Master C              | 24.8         | 1            | 4.0           | 2             | 13.6   | 7      | 42.4  |
| 8                 | Sydney Elliott         | USA Estados Unidos | Qc Diamantaire             | 33.3         | 10           | 0.0           | 7             | 9.2    | 8      | 42.5  |
| 9                 | Rafael Losano          | BRA Brasil         | Withington                 | 36.1         | 12           | 0.0           | 9             | 8.8    | 9      | 44.9  |
| 10                | Sharon White           | USA Estados Unidos | Claus 63                   | 28.2         | 3            | 2.4           | 3             | 16.4   | 10     | 47.0  |
| 11                | Carlos Parro           | BRA Brasil         | Safira                     | 34.0         | 11           | 0.0           | 8             | 16.0   | 11     | 50.0  |
| 12                | Ruy Fonseca            | BRA Brasil         | Ballypatrick SRS           | 26.7         | 14           | 19.6          | 13            | 0.4    | 12     | 56.7  |
| 13                | Fernando Parroquín     | MEX México         | Anahuac SDN                | 32.9         | 9            | 26.4          | 14            | 5.2    | 13     | 64.5  |
| 14                | Nicolás Wettstein      | ECU Equador        | Altier d'Aurois            | 38.0         | 15           | 9.6           | 12            | 19.2   | 14     | 66.8  |
| 15                | Juan Benítez Gallardo  | ARG Argentina      | Chaman Ginn                | 45.1         | 25           | 16.0          | 15            | 10.4   | 15     | 71.5  |
| 16                | Marcelo Rawson         | ARG Argentina      | Baral Villester            | 45.3         | 27           | 23.2          | 18            | 12.8   | 16     | 81.3  |
| 17                | Eduardo Rivero         | MEX México         | Bimori SDN                 | 39.9         | 19           | 22.8          | 16            | 26.0   | 17     | 88.7  |
| 18                | Luis Ariel Santiago    | MEX México         | Egipcio II                 | 36.4         | 13           | 50.6          | 22            | 12.8   | 18     | 99.8  |
| 19                | Luciano Brunello       | ARG Argentina      | Cash des Cedres            | 46.1         | 28           | 18.4          | 17            | 36.8   | 19     | 101.3 |
| 20                | Mauricio Bermúdez      | COL Colômbia       | Vardags Saratoga           | 49.5         | 31           | 31.6          | 20            | 22.4   | 20     | 103.5 |
| 21                | Federico Daners        | URU Uruguai        | Demitasse                  | 38.7         | 17           | 53.6          | 23            | 24.8   | 21     | 117.1 |
| 22                | Rufino Domínguez       | URU Uruguai        | SVR Edecan de La Luz       | 55.9         | 33           | 37.6          | 24            | 30.0   | 22     | 123.5 |
| 23                | Jaime Bittner          | CHI Chile          | All Red                    | 42.4         | 23           | 38.0          | 19            | 51.2   | 23     | 131.6 |
| 24                | Nicolás Fuentes Escala | CHI Chile          | Midnight                   | 45.0         | 24           | 36.4          | 21            | 52.0   | 24     | 133.4 |
| 25                | José Enrique Mercado   | MEX México         | Balanca SDN                | 46.4         | 29           | 81.6          | 25            | 11.2   | 25     | 139.2 |
|                   | Edison Quintana        | URU Uruguai        | SVR Fraile del Santa Lucía | 38.3         | 16           | EL            | EL            |        |        |       |
|                   | Juan Carlos Candisano  | ARG Argentina      | Remonta Urmelia            | 39.1         | 18           | EL            | EL            |        |        |       |
|                   | Juan Carlos Tafur      | COL Colômbia       | Blue Moon                  | 40.8         | 20           | EL            | EL            |        |        |       |
|                   | Lucero Desrochers      | COL Colômbia       | Gama Castellon             | 41.5         | 21           | EL            | EL            |        |        |       |
|                   | Nicolás Ibañez         | CHI Chile          | Domingo                    | 42.1         | 22           | EL            | EL            |        |        |       |
|                   | Guillermo Garín        | CHI Chile          | HSB Sidonia                | 45.2         | 26           | EL            | EL            |        |        |       |
|                   | Gastón Marcenal        | CHI Chile          | SVR Indy                   | 48.1         | 30           | EL            | EL            |        |        |       |
|                   | Andrés Felipe Gómez    | COL Colômbia       | Caroline                   | 51.5         | 32           | EL            | EL            |        |        |       |
|                   | Diego Zurita           | ECU Equador        | Merlin Way                 | 55.9         | 34           | EL            | EL            |        |        |       |